# The Butterfly (film 1914 Ricketts)
The Butterfly è un cortometraggio muto del 1914 diretto da Thomas Ricketts. Di impianto drammatico, il film - prodotto dalla American Film Manufacturing Company e distribuito dalla Mutual, aveva come interpreti Winifred Greenwood, Ed Coxen, Charlotte Burton, George Field, John Steppling, Jean Durrell, Edith Borella.

## Trama
Due sorelle sono innamorate dello stesso uomo. Lui, Robert, sposa la più frivola, ignorando l'amore che gli porta Lydia, la sorella più saggia. Dopo qualche anno, Marie, la moglie, è stanca della routine quotidiana di quel matrimonio e cerca di sfuggire ai propri doveri inventandosi malesseri inesistenti. Lydia, sempre fedele, si prende cura dei bambini della sorella, nascondendo i suoi sentimenti verso il cognato. Dopo che i medici le hanno consigliato di prendersi una vacanza, Marie si reca in una località turistica dove conosce un altro uomo. Il flirt si trasforma ben presto in una relazione molto più seria e la sorella è tentata di smascherare Marie, rivelando al marito il suo tradimento. Ma poi si pente e, invece, scrive a Robert di venire a trovarle, adottando la scusa che Marie non si sente bene. Evita, in questo modo, che la situazione diventi irreparabile e che lo sorella fugga con l'amante. Il rapporto tra i due coniugi si ricompone e Lydia trova nell'essersi comportata con saggezza la propria ricompensa, ormai pronta a dimenticare per sempre il suo amore per Robert.

## Produzione
Il film fu prodotto dalla American Film Manufacturing Company.

## Distribuzione
Distribuito negli Stati Uniti dalla Mutual, il film - un cortometraggio di una bobina - uscì nelle sale cinematografiche il 12 agosto 1914.